# リーヴ・ミー・アローン (マイケル・ジャクソンの曲)
「リーヴ・ミー・アローン」（Leave Me Alone）は、米国の歌手・マイケル・ジャクソンが1987年に発売したアルバム『バッド』からの第8弾リカット・シングル。この曲は収録時間の関係でLPには収録されず、CDのみ最終トラックの11曲目に収録された。アメリカやカナダではシングル・カットされていない。シングルはアイルランドで1位、イギリスで2位など国際的な成功を収めた。

## 背景
「リーヴ・ミー・アローン」は『スリラー』発売以後にタブロイド紙によって掲載されたネガティヴな噂に対する返答であった。1986年に始まったそれは、マイケルが老化を遅くするために高気圧酸素カプセルで寝ているというものが最初であり、マイケルが病院に訪れた際に病院の高気圧カプセルでうつ伏せになっている写真とともに掲載された。
マイケルがチンパンジーのバブルスを購入した際には、マイケルが更に現実離れしたと書き立てた。同じころにはエレファントマンとして知られるジョゼフ・メリックの骨を購入しようとしているとも伝えられたが、マイケルは「真っ赤な嘘」だと主張している。これらのストーリーからマイケルにはWacko Jacko（おかしなジャクソン）というあだ名が付けられたが、マイケルはこのあだ名を嫌っていた。

## ショートフィルム
曲名の「僕を独りにしてくれ」「僕をほっといてくれ」という意味の通り、ショートフィルムでは先述のマイケルのゴシップが取り扱われている。また、タブロイド紙の「MICHAEL BUILD SHRINE TO LIZ」の見出しの後に、マイケルと私生活で親密であったエリザベス・テイラー（LIZ）の若かりし頃の映像も使用されている。このビデオはジム・ブラッシュフィールドによって制作され、グラミー賞の最優秀短編ミュージックビデオ部門を受賞した。

## トラックリスト
| - 12" single / 3" CD 1. "Leave Me Alone" – 4:40 2. "Don't Stop 'Til You Get Enough" – 6:04 3. "Human Nature" – 4:05 - 7" single 1. "Leave Me Alone" – 4:40 2. "Human Nature" – 4:06 - Maxi-CD 1. "Leave Me Alone" – 4:40 2. "Don't Stop 'Til You Get Enough" (single version) – 3:55 3. "Human Nature" – 4:05 4. "Wanna Be Startin' Somethin'" (12" version) – 6:30 | - Visionary CD side: 1. "Leave Me Alone" – 4:40 2. "Another Part of Me" (extended dance mix) – 6:18 - Visionary DVD side: 1. "Leave Me Alone" (music video) – 4:36 |

## クレジット
『バッド』のスペシャル・エディションより記載。
- 作詞作曲、編曲、ヴォーカル・シンセサイザー、メイン＆バックヴォーカル、共同プロデュース、リズム＆ヴォーカル・アレンジ：マイケル・ジャクソン
- プロデュース：クインシー・ジョーズ
- ドラム・プログラミング、シンセサイザー：ラリー・ウィリアムズ
- ギター：ポール・ジャクソン
- シンクラヴィア、シンセサイザー・プログラミング：ケイシー・ヤング
- シンセサイザー：グレッグ・フィリンガンズ

## チャート

### 週間チャート
| チャート (1989年)                                          | 最高位 |
| ---------------------------------------------------------- | ------ |
| オーストラリア (ARIA)                                      | 37     |
| オーストリア (Ö3 Austria Top 40)                           | 15     |
| ベルギー (Ultratop 50 Flanders)                            | 3      |
| ヨーロッパ (Eurochart Hot 100)                             | 7      |
| フィンランド (スオメン・ヴィラリネン・リスタ)              | 7      |
| フィンランド / ラジオ (Suomen virallinen radiosoittolista) | 3      |
| フランス (SNEP)                                            | 17     |
| ギリシャ (IFPI)                                            | 1      |
| アイルランド (IRMA)                                        | 1      |
| イタリア (Musica e dischi)                                 | 11     |
| オランダ (Dutch Top 40)                                    | 6      |
| オランダ (Single Top 100)                                  | 5      |
| ニュージーランド (Recorded Music NZ)                       | 9      |
| ノルウェー (VG-lista)                                      | 6      |
| スペイン (AFYVE)                                           | 5      |
| スウェーデン (Sverigetopplistan)                           | 19     |
| スイス (Schweizer Hitparade)                               | 10     |
| UK シングルス (OCC)                                        | 2      |
| 西ドイツ (GfK Entertainment charts)                        | 16     |

| チャート (2006年)         | 最高位 |
| ------------------------- | ------ |
| フランス (SNEP)           | 54     |
| アイルランド (IRMA)       | 30     |
| イタリア (FIMI)           | 8      |
| オランダ (Single Top 100) | 21     |
| スペイン (PROMUSICAE)     | 1      |
| UK シングルス (OCC)       | 15     |

| チャート (2009年)         | 最高位 |
| ------------------------- | ------ |
| オランダ (Single Top 100) | 100    |
| UK シングルス (OCC)       | 66     |

| チャート (1989年)               | 順位 |
| ------------------------------- | ---- |
| ベルギー (Ultratop 50 Flanders) | 56   |
| ヨーロッパ (Eurochart Hot 100)  | 68   |
| オランダ (Single Top 100)       | 71   |
| イギリス (OCC)                  | 44   |